# 青森県防災士会
NPO法人青森県防災士会（あおもりけんぼうさいしかい）は、青森県を中心に日本国内や世界各地において「自助」、「共助」の原則のもと、防災士としての活動及び技術研鑽並びに地域住民の防災に対する意識向上を支援することによって、災害救援活動及び地域安全活動の促進に寄与することを目的とする特定非営利活動法人である。東北労働金庫青森県本部「ろうきん1億円基金」の奨励賞を受賞している。

## 事業
1. 防災アドバイザーとして、各種団体へ講師等を派遣する。
2. 日本防災士会宮城県支部との応援協定に基づき活動する。

## 設立当初の役員
- 顧問：山崎力（参議院議員）
- 顧問：阿部広悦（青森県議会議員）
- 相談役：伊吹信一（青森県議会議員）
- 会長：工藤淳（気象予報士）
- 副会長：櫻庭達二
- 副会長：立花悟
- 副会長：西塚啓
- 副会長：三浦一郎
- 理事：内山一志
- 理事：川村清策
- 理事：清野和雄
- 理事：伝法健
- 理事：中野渡勝義
- 理事：前川一彦
- 会計監査：工藤廣道

## 沿革
- 2006年（平成18年）
  - 1月28日 - 設立準備会を開催。
  - 2月5日 - 日本防災士会青森県支部設立総会を開催。
  - 8月27日 - 防災・減災フォーラム2007[1]で工藤淳会長が基調講演を行いパネリストとして参加する。
  - 10月 - 青森県地域防災ボランティア山地防災情報活動研修会[2]で講演。
  - 12月3日 - 青森県地域防災シンポジュウム[3]で工藤淳会長がパネリストとして参加する。
- 2007年（平成19年）
  - 1月17日 - 第5回青森市自主防災組織リーダー研修会[4]で三浦副会長が講演。
  - 9月24日 - 青森県支部と宮城県支部との相互応援協定[5]調印式を行う。
  - 12月1日 - 特定非営利活動法人青森県防災士会設立総会を開催。
- 2008年（平成20年）3月5日 - 特定非営利活動法人青森県防災士会として認証される。
- 2009年（平成21年）
  - 9月8日 - 第17回ろうきん1億円基金[6]奨励賞受賞団体として選考される。
  - 10月18日 - ふるさと・ガンバリスト・フォーラム[7]（青森県労働福祉会館）で表彰される。